# Mario Rodríguez Cervantes
Mario Rodríguez Cervantes (*Torreón, Coahuila, México, 18 de enero de 1978) es un exfutbolista mexicano. Jugaba de guardameta y su último equipo fue club deportivo Tiburones Rojos de Veracruz de la Primera División Mexicana.

## Trayectoria
Su primer equipo fue Atlético Lagunero. Mario Rodríguez llega a Atlas después de pasar por el equipo de fútbol de Tecos de la U.A.G., eso después de recuperarse de una lesión. Actualmente es parte del cuerpo técnico de Veracruz donde se desarrolla como entrenador de porteros del primer equipo.

## Clubes
| Club                        | País   | Año       |
| --------------------------- | ------ | --------- |
| Tecos                       | México | 2001-2006 |
| Atlas                       | México | 2006-2008 |
| Tecos                       | México | 2008-2011 |
| Puebla                      | México | 2011-2012 |
| Estudiantes Tecos           | México | 2012      |
| Reboceros de La Piedad      | México | 2013      |
| Lobos BUAP                  | México | 2013-2014 |
| Tiburones Rojos de Veracruz | México | 2014-2015 |

- Datos: Q1770228